# Aporum babiense
Aporum babiense é uma espécie de orquídea epífita de hábito pendente e flores pequenas, endêmica de Borneu.